# Paweł Kiepulski
Paweł Kiepulski (ur. 7 stycznia 1987 w Lubinie) – polski piłkarz ręczny, bramkarz, od 2019 zawodnik Wybrzeża Gdańsk.
Wychowanek Zagłębia Lubin. W latach 2006–2009 był zawodnikiem Miedzi-96 Legnica. W Ekstraklasie zadebiutował 1 września 2007 w meczu z Olimpią Piekary Śląskie (29:28), a pierwszą bramkę rzucił 6 grudnia 2008 w spotkaniu z Zagłębiem Lubin (27:29). W latach 2009–2011 występował w GSPR Gorzów Wielkopolski. W sezonie 2011/2012 był zawodnikiem Stali Mielec, z którą zdobył brązowy medal mistrzostw Polski. Ponadto w barwach mieleckiej drużyny rozegrał w Challenge Cup dwa mecze i rzucił jedną bramkę. W latach 2012–2013 ponownie grał w Siódemce Miedzi Legnica.
W latach 2013–2017 był zawodnikiem MMTS-u Kwidzyn. We wrześniu 2016 został wybrany najlepszym zawodnikiem miesiąca w Superlidze. W sezonie 2017/2018 był zawodnikiem Mebli Wójcik Elbląg, w barwach których rozegrał 22 mecze i rzucił dwie bramki oraz bronił ze skutecznością 29% (170/586). W 2018 przeszedł do UMF Selfoss, z którym podpisał trzyletni kontrakt. W sezonie 2018/2019, w którym rozegrał 30 meczów i rzucił cztery bramki, zdobył z nim mistrzostwo Islandii. Ponadto wystąpił w sześciu spotkaniach Pucharu EHF, w których zdobył jednego gola.
Pod koniec sierpnia 2019 podpisał roczny kontrakt z Wybrzeżem Gdańsk.

## Sukcesy
UMF Selfoss
- Mistrzostwo Islandii: 2018/2019

Indywidualne
- Gracz Miesiąca Superligi: wrzesień 2016 (MMTS Kwidzyn)[3]